# Império de Omã
O Império Omani (em árabe: الْإِمْبَرَاطُورِيَّة الْعُمَانِيَّة) foi um império marítimo, que competiu com o Império Português e o Império Britânico pelo comércio e influência no Golfo Pérsico e no Oceano Índico. Após emergir como um poder regional no século XVIII, o império, em seu auge no século XIX, viu sua influência ou controle se estender pelo Estreito de Ormuz até o atual Irã e Paquistão, e até o sul de Cabo Delgado. Após a morte de Saíde ibne Sultão em 1856, o império foi dividido entre seus filhos em dois sultanatos, uma seção africana (Sultanato de Zanzibar) governada por Majide ibne Saíde e uma seção asiática (Sultanato de Mascate e Omã) governada por Tuaini ibne Saíde.

## História

### Tornando-se uma potência regional
Mascate, localizada em um ponto estratégico nas rotas comerciais, ficou sob o controle do Império Português entre 1507 e 1650. No entanto, os portugueses não conseguiram controlar Omã por completo. No meio do século XVII, as tribos omanitas conseguiram pôr fim à presença portuguesa em Mascate.
Em 1696, sob o reinado de Saif bin Sultan, uma frota omanita atacou Mombaça, cercando o Forte Jesus português, onde 2.500 civis haviam se refugiado. O cerco ao forte terminou após 33 meses, quando a guarnição, morrendo de fome, se rendeu aos omanitas. Em 1783, o Império Omanita havia se expandido para o leste até Gwadar, no atual Paquistão. Os omanitas também continuaram atacando bases portuguesas no oeste da Índia, mas não conseguiram conquistar nenhuma. No norte, os omanitas avançaram para o Golfo Pérsico, tomando Bahrein dos persas e mantendo-o por vários anos. A expansão do poder e influência omanita para o sul incluiu o primeiro assentamento em larga escala de Zanzibar por migrantes omanitas.

### Dinastia Ya'rubid
Os Ya'rubids (1624–1719) conseguiram construir um estado poderoso e bem organizado após os portugueses terem interrompido o comércio marítimo árabe na região. A invasão portuguesa, que havia mergulhado a área em uma crise econômica, foi desafiada pelos omanitas, que conseguiram restaurar seu papel tradicional como comerciantes marítimos locais. Junto com isso, ocorreram significativos desenvolvimentos econômicos e políticos.
A agricultura em Omã passou por uma grande melhoria sob Saif bin Sultan. Ele é conhecido por fornecer água às terras interiores de Omã e por encorajar os árabes omanitas a se mudarem do interior e se estabelecerem ao longo da costa, plantando tamareiras na região costeira de Batina. A cidade no interior de Omã, Al Hamra, teve seu sistema de irrigação melhorado pelo novo falaj construído, onde a dinastia Ya'ruba apoiou grandes investimentos em assentamentos e obras agrícolas, como terraços ao longo do Wadi Bani Awf. Saif bin Sultan construiu novas escolas. Ele fez do castelo de Rustaq sua residência, adicionando a torre de vento Burj al Riah.
Saif bin Sultan morreu em 4 de outubro de 1711. Ele foi enterrado no castelo de Rustaq em um túmulo luxuoso, mais tarde destruído por um general wahhabita. Em sua morte, ele possuía grande riqueza, incluindo 28 navios, 700 escravos masculinos e um terço das tamareiras de Omã. Ele foi sucedido por seu filho. Sultan bin Saif II (r. 1711–1718) estabeleceu sua capital em Al-Hazm, na estrada de Rustaq para a costa. Agora apenas uma vila, ainda existem restos de uma grande fortaleza que ele construiu por volta de 1710, e que contém seu túmulo.